# 無梗花櫟
無梗花櫟（學名：Quercus petraea），又稱岩生櫟，分佈於歐洲及安納托利亞。
無梗花櫟是愛爾蘭的國樹，也是威爾士非官方的代表標誌，因此在威爾士亦稱威爾士橡樹（Welsh Oak），同時也被認為是康沃爾郡的郡樹，因此亦稱康沃爾橡樹（Cornish Oak）。

## 描述

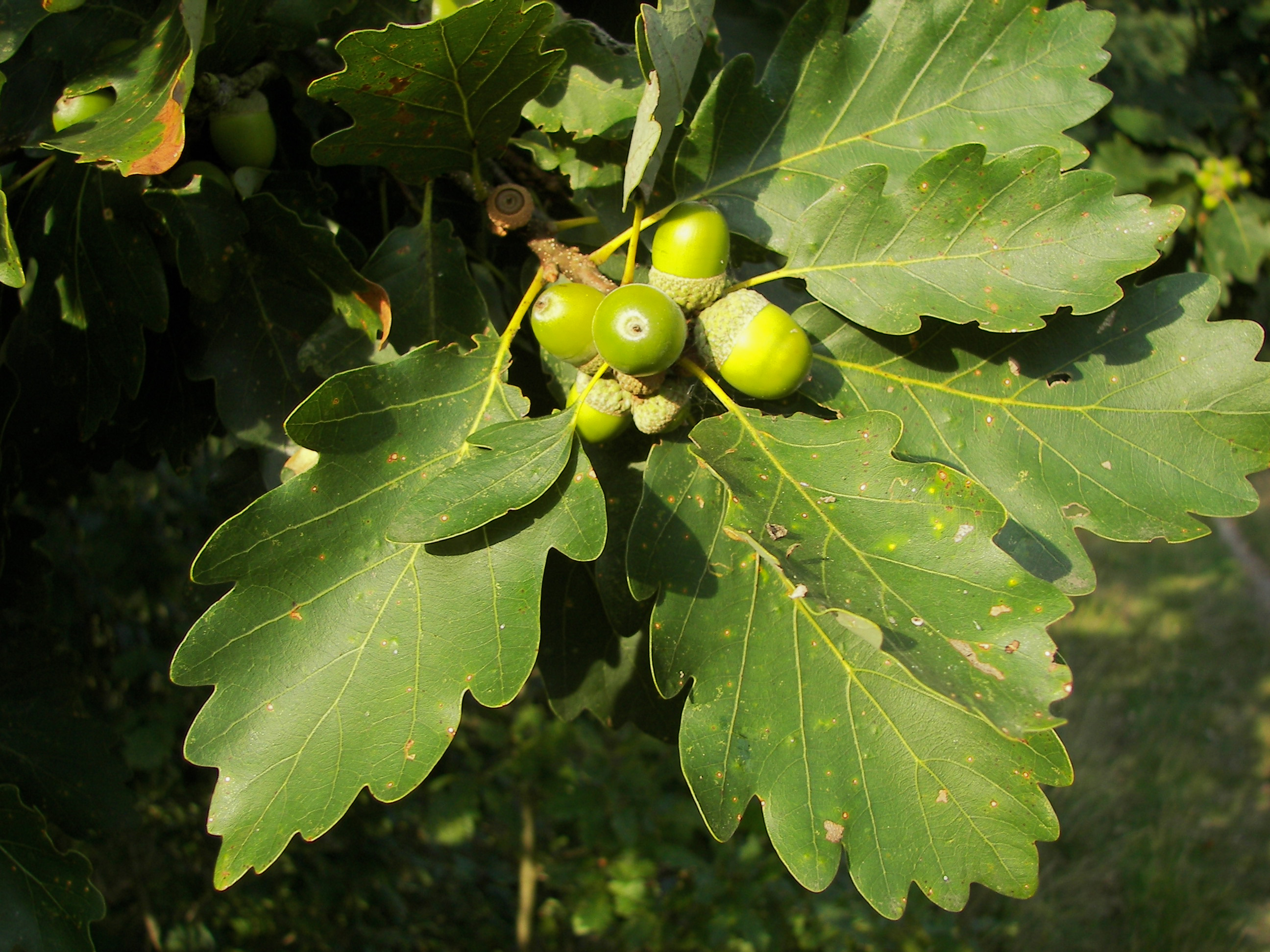
無梗花櫟的葉子和橡子

無梗花櫟是一種大型落葉喬木，隨著緩慢的生長，其高度可達25—40（82—131英尺）。葉子長達7—14（2.8—5.5英寸），寬達4—8（1.6—3.1英寸）。其橡子長達2—3（0.79—1.18英寸），寬達1—2（0.39—0.79英寸）。
無梗花櫟在四月至五月間開花，九月至十月間種子成熟。其花為葇荑花序，且雌雄同株。無梗花櫟偏好生長在重粘土中，且在鹼性到高酸性的土壤中都可以生長。

## 用途

### 食用
無梗花櫟的種子可以食用，例如將其磨成粉末做成增稠劑或者混入穀類麵包中。但是種子中有會產生苦味的鞣質，故需要用火烤或者水洗等方法將之除去。其烘烤過的種子可以做成咖啡代替品，其樹皮中含有可食用的膠質。

### 藥用
無梗花櫟有很長的藥用歷史，它可以做成抗炎藥、抗菌劑、收斂劑、解充血藥、止血劑和補藥，其中樹皮是最常用的一種成份，有時也會使用其種子。用其樹皮煮的藥劑可以治療慢性腹瀉、痢疾、間歇熱和出血。。

### 其他
無梗花櫟的葉子上的物質可以使蛞蝓和蠐螬退卻，儘管這些生物並不寄生在無梗花櫟上。其栎瘿中可能會寄生各種昆蟲的幼體，當這些昆蟲化蛹之後，便可以使用這些栎瘿來生產鞣質、用作染料以及生產墨水。其樹皮可以用作堆肥促進劑，木質部份則可以生產焦油、醋酸、木餾油和鞣質。而且因其結實耐用，故而還可以用作建築材料、製作傢具等。